# Hemicrepidius ruficornis
Hemicrepidius ruficornis là một loài bọ cánh cứng trong họ Elateridae. Loài này được Kirby miêu tả khoa học năm 1837.